# Plauditus virilis
Plauditus virilis är en dagsländeart som först beskrevs av Mcdunnough 1923.  Plauditus virilis ingår i släktet Plauditus och familjen ådagsländor. Inga underarter finns listade i Catalogue of Life.